# Musée Gutenberg (Fribourg)
Pour les articles homonymes, voir Musée Gutenberg.

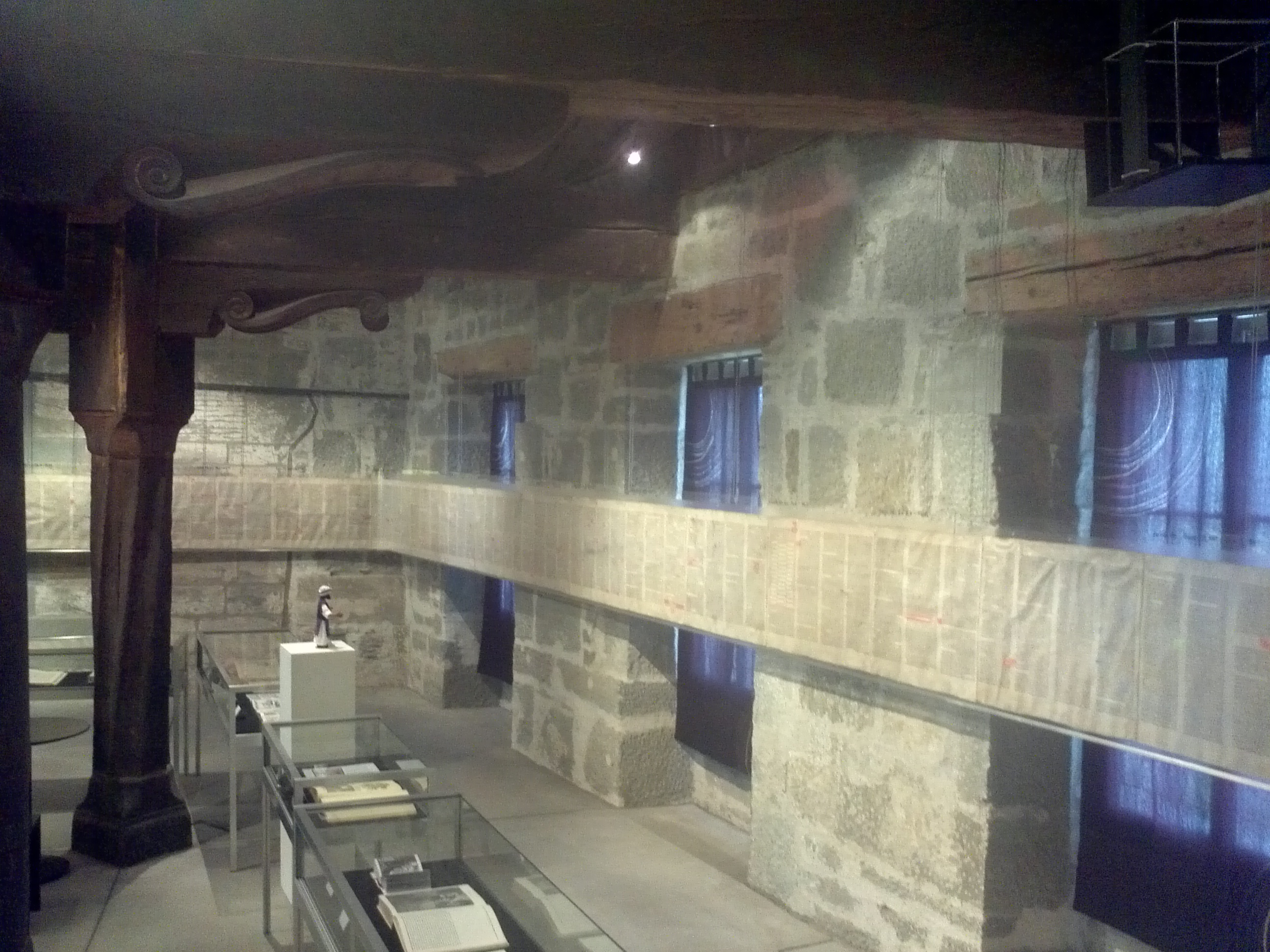
Musée Gutenberg, rez de chaussée

Le Museum ENTER - Collection musée Gutenberg est un musée consacré à l'imprimerie en général et à Gutenberg en particulier, situé à Derendigen, en Suisse.

## Historique
Le Musée Suisse Gutenberg existe déjà dès 1900, sous la forme d'une salle Gutenberg dans le Musée historique de Berne.
En 1910, l'association Förderverein Schweizerisches Gutenbergmuseum est créée.
Jusqu'en 1985, le musée est situé à Berne.
En 2000, le musée est ouvert comme Musée Suisse de l'industrie graphique et de la communication à Fribourg.
En 2022, viscom, l’Association Suisse de l’Industrie Graphique, a vendu le bâtiment abritant le Musée Gutenberg à la Ville de Fribourg.
Le musée Gutenberg déménage alors à Derendigen.

## L'imprimerie à Fribourg

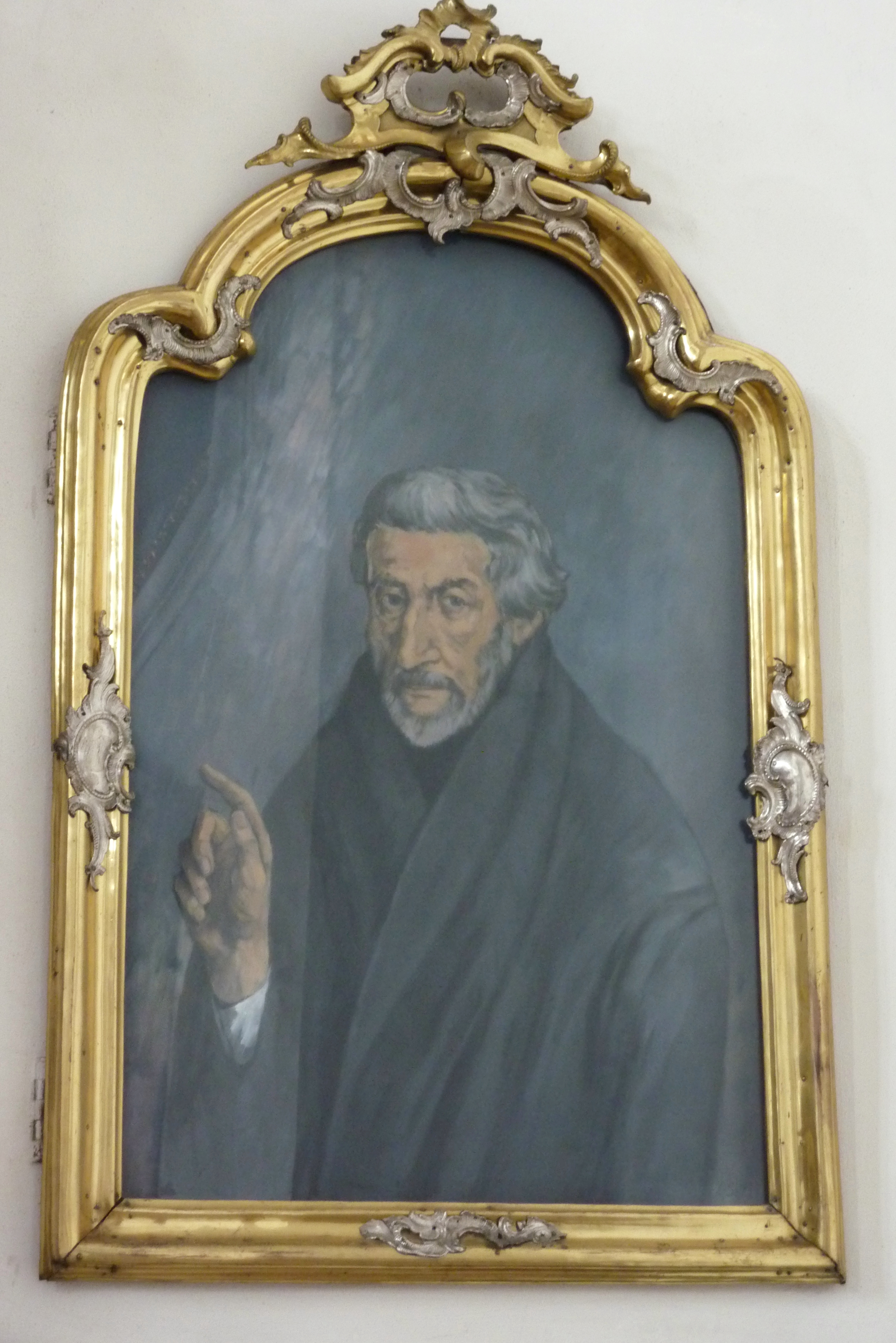
Pierre Canisius recommande la constitution de la première imprimerie à Fribourg

Avant 2022, le musée Gutenberg était situé dans l'une des villes clefs en Suisse pour le développement de l'industrie de l'imprimerie suisse. Durant les  deux siècles et demi du système d'impression à Fribourg, des débuts de l'impression des livres jusqu'à la dernière imprimante sous la supervision de l'État en 1816, il y a toujours eu un atelier typographique. Pierre Canisius agit en tant  force motrice pour initier à la fois une bibliothèque et un atelier d'impression pour la ville de Fribourg. Dès 1580, il réside en ville et pousse aussi à l'édification du collège Saint-Michel. Canisius est un conservateur et un obligé du pape Grégoire XIII.
Le premier imprimeur est Abraham Gemperlin (de), les plus anciens livres imprimés connus à Fribourg ont été imprimés par lui. Son client le plus important était le clergé de Fribourg. Abraham Gemperlin est venu de Rottenburg et a appris le métier d'imprimeur auprès  d'Ambrosius Frobenius à Bâle. Il obtient  beaucoup de commandes pour Fribourg et il pousse les autorités de Fribourg à construire un atelier d'impression. Bien que Gemperlin n'ait travaillé que douze ans comme imprimeur à Fribourg, il a eu un impact important sur l'industrie du livre.